# Willy Hendriks
Willy Hendriks (né le 21 février 1966) est un joueur d'échecs néerlandais et auteur d'ouvrages sur le sujet. En 2001, il a reçu le titre de maître International de la Fédération internationale des échecs (FIDE). Hendriks est entraîneur d'échecs. Son premier livre, Move First, Think Later, a reçu le prestigieux prix du Livre de l'année de la Fédération anglaise des échecs en 2012 et a été traduit en italien. Ses trois ouvrages suivants traitent de l'histoire des échecs et de la manière dont nous sommes devenus de meilleurs joueurs au fil de cette histoire.
En 1992, Hendriks est devenu champion du club d'échecs Strijders Met Beleid (SMB) (nl) de Nimègue. En 2003, il a participé activement au tournoi d'échecs de trois jours d'Apeldoorn. Pendant de nombreuses années, il a tenu une chronique échiquéenne dans le quotidien De Gelderlander (en). En plus de sa formation, il donne également des conférences sur les échecs et joue régulièrement aux échecs simultanés.